# Stade Atatürk de Konya
Pour les articles homonymes, voir Atatürk (homonymie).
 (janvier 2016).
Le stade Konya Atatürk est un stade de football situé dans la ville de Konya en Turquie. Il est ouvert en 1950 à Konya. Bien qu'étant principalement affecté au football, il possède diverses utilisations. Il porte le nom de Mustafa Kemal Atatürk, fondateur de la république de Turquie.
Actuellement les matchs à domicile de Konyaspor sont joués dans ce stade ayant une capacité de 25 320 places assises. À la suite de la rénovation en 2005, l’ensemble du stade est équipé de sièges. Le stade possède une piste de cyclisme.
En 2005, le stade est rénové et la capacité améliorée. Lors de la saison 2005-2006, le club de Konyaspor termine à la septième place du championnat et le stade est le quatrième en Turquie concernant la moyenne de spectateurs (après les trois grands clubs d'Istamboul).
Jusqu'à nos jours le stade n'a joué à huis clos que pendant les matchs entre Eskişehirspor et Aydinspor. Pendant la saison 2005-2006 du championnat de Turquie, Konyaspor est le quatorzième club pour la fréquentation de ses matchs, avec une moyenne de 7 500 spectateurs. 
Les tribunes se trouvant derrière les cages en sont distantes de cinquante mètres. Pour remédier à ce problème de visibilité pour les spectateurs, les autorités décident de construire un nouveau stade d’une capacité de 32 862 places. Celui-ci, nommé Torku Arena et inauguré en 2014, a une forme de ballon. 
Le Stade Atatürk de Konya est finalement démolit en 2018. 

## Sources
- (tr) Cet article est partiellement ou en totalité issu de l’article de Wikipédia en turc intitulé « Konya Atatürk Stadyumu » (voir la liste des auteurs).